# Glossosoma discophorum
Glossosoma discophorum is een schietmot uit de familie Glossosomatidae. De soort komt voor in het Palearctisch gebied.